# Pachylicus spinatus
Pachylicus spinatus is een hooiwagen uit de familie Zalmoxioidae.